# Горго Лунго (Палермо)
Горго Лунго је насеље у Италији у округу Палермо, региону Сицилија.
Према процени из 2011. у насељу је живело 37 становника. Насеље се налази на надморској висини од 5 м.